# Смертельна битва: Знищення
«Смертельна битва: Знищення» (англ. Mortal Kombat: Annihilation) — американський фантастичний бойовик з бойовими мистецтвами 1997 р. режисера Джона Леонетті. Заснований на серії відеоігор про бойові мистецтва Mortal Kombat, сіквел фільму 1995 р. Смертельна битва. Головні ролі виконували Робін Шу, Таліса Сото, Брайан Томпсон, Сандра Гесс, Лінн «Ред» Вільямс, Ірина Пантаєва, Марджан Голден і Джеймс Ремар. Сюжетна лінія значною мірою є адаптацією Mortal Kombat 3 про групу воїнів, які намагаються врятувати Землю від Шао Кана. Історія продовжується на моменті, де зупинився перший фільм, повторюються всі, крім двох головних, персонажі.
На відміну від свого попередника, який мав касовий успіх і непогано прийнятий критиками, Знищення отримав негативні відгуки і гірше показав себе в прокаті, хоча й окупив бюджет. В результаті розвиток продовження було зупинено і не вийшло за межі пре-продакшна.

## Сюжет
Після поразки в останньому турнірі Смертельної Битви сили зла віроломно вторгаються в Земний Світ. Шао Кан, імператор Зовнішнього Світу, порушивши священні правила турніру, вирішує силою захопити Землю. Він відкриває портал між світами, використавши королеву Сіндел як ключ для проникнення.
При відкритті порталу Земля опиняється під загрозою злиття із Зовнішнім світом. Злиття має статися через шість днів після відкриття порталу. Злиттю збираються запобігти Лю Кан і його товариші. Шао Кан бере в полон Соню Блейд, щоб змусити Рейдена визнати його право на Землю. У відповідь Рейден бере в полон генералів Шао Кана. Джонні Кейдж намагається врятувати Соню, але Шао Кан вбиває його, після чого Рейдену і його друзям доводиться перегрупуватися. Рейден пропонує їм розділитися: Соня, Лю Кан і Кітана підуть шукати союзників, а Рейден піде питати у Верховних Богів, чому вони дозволили Шао Кану порушити правила Смертельної Битви.

## Ролі
- Робін Шу — Лю Кан
- Таліса Сото — Принцеса Китана
- Сандра Гесс — Соня Блейд
- Лінн Ред Вільямс — Джакс
- Джеймс Ремар — Лорд Рейден
- Кейт Кук — Саб-Зіро
- Дж. Дж. Перрі — Скорпіон, Сайракс, Нуб Сайбот
- Брайан Томпсон — Шао Кан
- Кріс Конрад — Джонні Кейдж
- Дерон Макбі — Мотаро
- Дана Гі — Мілена
- Рейнер Шоун — Лорд Шіннок
- Мусетта Вандер — Королева Сіндел
- Марджін Голден — Шива
- Ірина Пантаєва — Джейд
- Гері Пол Девіс — Нічний Вовк
- Джон Медлен — Ермак
- Тайроун Віггінс — Рейн
- Рей Парк — Барака
- Рідлі Цуй — Смоук
- Ланс Леголт — Верховний Бог Вогню
- Керолін Симор — Верховна Богиня Води
- Марк Касо — Рептилія № 1
- Султан Уддін — Рептилія № 2

## Музика
Mortal Kombat: Annihilation — саундтрек до фільму. Тема Mortal Kombat складена Прага Ханом та Олівером Адамсом.
| Mortal Kombat: Annihilation: Original Motion Picture Soundtrack | Mortal Kombat: Annihilation: Original Motion Picture Soundtrack | Mortal Kombat: Annihilation: Original Motion Picture Soundtrack | Mortal Kombat: Annihilation: Original Motion Picture Soundtrack |
| #                                                               | Назва                                                           | Виконавець                                                      | Тривалість                                                      |
| --------------------------------------------------------------- | --------------------------------------------------------------- | --------------------------------------------------------------- | --------------------------------------------------------------- |
| 1.                                                              | «Theme From Mortal Kombat (Encounter The Ultimate)»             | The Immortals                                                   | 3:19                                                            |
| 2.                                                              | «Fire»                                                          | Scooter                                                         | 3:14                                                            |
| 3.                                                              | «Megalomaniac»                                                  | KMFDM                                                           | 4:19                                                            |
| 4.                                                              | «Almost Honest (Danny Saber Mix)»                               | Megadeth                                                        | 4:01                                                            |
| 5.                                                              | «Genius»                                                        | Pitchshifter                                                    | 4:07                                                            |
| 6.                                                              | «Engel»                                                         | Rammstein                                                       | 4:24                                                            |
| 7.                                                              | «Panik Kontrol»                                                 | Psykosonik                                                      | 3:22                                                            |
| 8.                                                              | «Conga Fury»                                                    | Juno Reactor                                                    | 5:40                                                            |
| 9.                                                              | «Anomaly (Calling Your Name) (Granny's 7" Edit)»                | Libra Presents Taylor                                           | 4:02                                                            |
| 10.                                                             | «Ready Or Not (Ben Grosse Kombat Mix)»                          | Manbreak                                                        | 3:43                                                            |
| 11.                                                             | «Back On A Mission»                                             | Cirrus                                                          | 3:38                                                            |
| 12.                                                             | «I Won't Lie Down (Kombat Mix)»                                 | Face To Face                                                    | 3:22                                                            |
| 13.                                                             | «Brutality»                                                     | Urban Voodoo                                                    | 4:28                                                            |
| 14.                                                             | «Leave U Far Behind (V2 Instrumental Mix)»                      | Lunatic Calm                                                    | 3:09                                                            |
| 15.                                                             | «We Have Explosive (Radio Edit)»                                | The Future Sound of London                                      | 3:26                                                            |
| 16.                                                             | «Two Telephone Calls And An Air Raid»                           | Shaun Imrei                                                     | 4:43                                                            |
| 17.                                                             | «Death Is The Only Way Out»                                     | Джозеф Бішара                                                   | 3:04                                                            |
| 18.                                                             | «X-Squad (Original Motion Picture Score)»                       | Джордж С. Клінтон і Buckethead                                  | 2:34                                                            |
| 19.                                                             | «Theme From Mortal Kombat (Chicken Dust Mix)»                   | Kasz & Beal                                                     | 3:33                                                            |

## Критика
Рейтинг на Rotten Tomatoes — 3 % свіжості, 11/100 — на Metacritic на основі дванадцяти оглядів.